# Joe Cooper (football américain)
 (mars 2020).
Si vous disposez d'ouvrages ou d'articles de référence ou si vous connaissez des sites web de qualité traitant du thème abordé ici, merci de compléter l'article en donnant les références utiles à sa vérifiabilité et en les liant à la section « Notes et références ».
(en) Statistiques sur pro-football-reference
(en) Statistiques sur statscrew
Joseph Donald Cooper (né le 30 octobre 1960 à Fresno) est un joueur américain de football américain évoluant au poste de kicker.

## Carrière
Cooper fait ses études à la Bullard High School de Fresno en Californie et intègre ensuite l'université de Californie à Berkeley où il joue pour les Golden Bears de la Californie comme kicker. Après son cursus, il ne trouve pas d'équipe professionnelle et doit attendre l'été 1984 pour avoir un essai chez les Chargers de San Diego. Non retenu, il est laissé libre mais revient faire un essai chez les Chargers après la blessure de Rolf Benirschke. Il est mis en concurrence avec Benny Ricardo, Chuck Nelson et Tim Massagli en octobre 1984. Ce nouvel essai est un échec mais il se fait repérer et signe avec les Oilers de Houston.
Il fait ses débuts le 4 novembre 1984 face aux Steelers de Pittsburgh et dispute sept matchs de saison régulière, réussissant onze field goals sur treize tentés. Non conservé, il fait une année 1985 vierge avant de revenir en 1986, signant avec les Giants de New York. Cependant, il ne dispute que deux matchs, se contentant d'un poste de remplaçant derrière Raul Allegre. Il fait partie de l'équipe des Giants remportant le Super Bowl XXI contre les Broncos de Denver 39 à 20.